# Hèlios
|  | «Helios» redirigeix aquí. Vegeu-ne altres significats a «Helios (lent)». |

Hèlios (en grec antic: Ἥλιος) és la personificació del Sol en la mitologia grega. Hesíode i l'himne homèric l'identifiquen com un fill dels titans Hiperió i Tea (Hesíode) o Eurifaesa (himne homèric) i germà de les deesses Selene (la Lluna) i Eos (l'Aurora). Tanmateix, Homer l'anomena sovint simplement Tità o Hiperió.
Hèlios era imaginat com un formós déu coronat amb la lluent aurèola del Sol, que conduïa un carro pel cel cada dia fins a l'Oceà que envoltava la terra i hi tornava cap a l'est a la nit. Homer descriu el carro d'Hèlios com tirat per bous solars; més endavant, Píndar el descrigué que per corsers que gitaven foc. Posteriorment, els cavalls van rebre noms: Flegont ('ardent'), Aetó ('resplendent'), Pirois ('igni') i Èoo ('alba').
A mesura que passà el temps, Hèlios fou cada vegada més identificat amb el déu de la llum: Apol·lo. El seu equivalent en la mitologia romana era Sol, i específicament, Sol Invictus. El Colós de Rodes és una representació d'Hèlios.

## Mitologia grega
La història més coneguda sobre Hèlios és la del seu fill Faetont. Un dia Èpaf va posar en dubte la seva filiació, i el noi va acudir a Hèlios perquè, si de debò era el seu pare, li concedís un do; el déu va fer el jurament solemne que així seria, i el jove li demanà que el deixés conduir per un dia el carro del sol. Hèlios no el va poder dissuadir, i així hagué de permetre que l'endemà al matí Faetont conduís el seu carro. Però, quan els cavalls s'adonaren que no duien l'auriga habitual, es van desbocar i sortiren de la ruta, i el jove no sabia com dominar-los. Els tombs de l'astre amunt i avall van causar grans trasbalsos al cel i a la terra, on van proliferar els incendis, fins que Zeus va fulminar Faetont amb els seus llamps abans que quedés destruït tot l'univers. El seu cos va caure al riu Erídan, on fou enterrat per les Nimfes.
De vegades s'al·ludia a Hèlios amb l'epítet homèric Panoptes ('el que ho veu tot'). A la història narrada a la mansió d'Alcínous a L'Odissea, Afrodita, la dona d'Hefest, s'allitava en secret amb Ares, però Hèlios, el senyor del sol que tot ho veu, els espià i ho digué a Hefest, qui per castigar-los va atrapar els dos amants amb una xarxa tan fina que gairebé era invisible.
A L'Odissea, Odisseu i la seva tripulació supervivent desembarquen en una illa: Trinàcia, consagrada al déu sol, qui és anomenat per Circe Hiperió en comptes d'Hèlios. Allà s'hi guardava el sagrat bestiar vermell del sol:
| « | Arribaràs més endavant a l'illa de Trinàcia, on pasturen les moltes vaques i greixoses ovelles d'Hèlios. Set són les vacades, d'altres tants els formosos ramats d'ovelles, i cadascun està format per cinquanta caps. Aquest bestiar no es reprodueix ni mor i són llurs pastores les deïtats, dues nimfes de formoses trenes: Faetussa i Lampècia, que va concebre Hèlios Hiperió la divina Neera. La venerada mare, després de donar-les a llum i les hagué criat, duent-les a l'illa de Trinàcia, allà lluny, perquè guardessin les ovelles de llur pare i les vaques de retortes banyes. | » |

Bé que Odisseu advertí els seus homes perquè no ho fessin, ells mataren i menjaren impiadosament alguns caps del bestiar. Les guardianes de l'illa, filles d'Hèlios, ho digueren a llur pare. Hèlios, tanmateix, apel·là Zeus, qui destruí el vaixell i matà tots els homes tret d'Odisseu.
En un atuell pintat grec, Hèlios hi apareix travessant la mar en la copa del trípode dèlfic, el que sembla una referència solar. Als Deipnosofistes, Ateneu narrava que, en pondre's el Sol, Hèlios pujava a una gran copa daurada en què passava des de les Hespèrides a l'extrem occidental fins a la terra dels etíops, amb qui romania les hores de foscor. Quan Hèracles viatjà a Erítia per cobrar-se el bestiar de Gerió, travessà el desert libi i quedà tan frustrat per la calor que disparà una fletxa a Hèlios, el sol. Hèlios li rogà que parés i Hèracles demanà a canvi la copa daurada que Hèlios emprava per creuar la mar cada nit, d'oest a est. Hèracles feu servir aquesta copa per arribar a Erítia.
Amb l'oceànide Perseis, Hèlios fou el pare d'Eetes, Circe i Pasífae. Els seus altres fills són Faetussa ('radiant') i Lampècia ('lluent').

## Hèlios i Apol·lo
Hèlios és identificat de vegades amb Apol·lo: «Noms diferents poden al·ludir al mateix ésser», observa Walter Burkert, «o bé poden ésser conscientment igualats, com en el cas d'Apol·lo i Hèlios». En Homer, Apol·lo és identificat clarament com un déu diferent, relacionat amb les plagues, amb un arc de plata (no daurat) i sense característiques solars.
La primera diferència segura a Apol·lo identificat amb Hèlios apareix als fragments conservats de l'obra d'Eurípides Faetont, en un discurs cap al final, quan Clímene, la mare de Faetont, lamenta que Hèlios hagi destruït el seu fill, l'Hèlios a qui els homes anomenen justament Apol·lo (entenent-se aquí que el nom significa Apol·ló, 'destructor').
Per a l'època hel·lenística Apol·lo havia passat a estar estretament relacionat amb el Sol als cultes. El seu epítet Febus ('lluent'), agafat d'Hèlios, fou més endavant aplicat també pels poetes llatins al déu Sol.

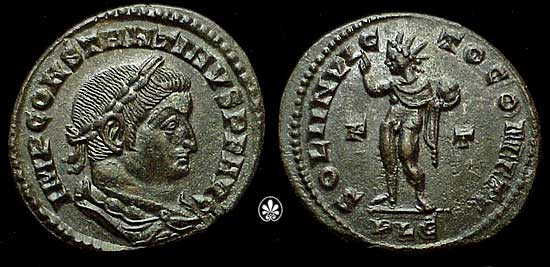
Moneda de l'emperador romà Constantí I representant Sol Invictus/Apol·lo amb la llegenda, c. 315.

La identificació es feu comuna en texts filosòfics i apareix a les obres de Parmènides, Empèdocles, Plutarc i Crates de Tebes, entre d'altres, així com en alguns texts òrfics. Eratòstenes escriu sobre Orfeu als seus Catasterismes:
| « | Però havent baixat a l'Hades per la seva dona i veient les coses que allà hi havia, no continuà adorant Dionís, i s'havia fet famós per això, sinó que pensà que Hèlios era el més gran dels déus, Hèlios, que també s'anomenava Apol·lo. Despertant-se cada nit cap a l'alba i pujant a la muntanya anomenada Pangeu esperava que el sol hi pugés per ésser el primer a veure'l. Per això Dionís, estant enfadat amb ell, envià les Basàrides, com narra l'autor de tragèdies Èsquil, qui l'espedaçaren i escamparen els seus membres | » |

Els poetes llatins clàssics també empraren Febus com pseudònim per al déu-sol, d'on procedeixen les referències comunes en la poesia europea posterior a Febus i el seu carro com a metàfora per al Sol. Però a les aparicions concretes als mites, Apol·lo i Hèlios estan separats. El déu-sol, fill d'Hiperió, amb el seu carro solar, tot i que anomenat sovint Febus, mai no és anomenat Apol·lo tret d'en identificacions expresses no tradicionals.
Tret d'aquestes identificacions, Apol·lo mai no fou descrit en realitat pels poetes grecs conduint el carro del sol, si bé era una pràctica habitual entre els llatins.

## Culte a Hèlios
L. R. Farnell assumí «que el culte solar havia estat una vegada prevalent i poderós entre els pobles de la cultura prehel·lènica, però que molt poques dels comunitats del període històric posterior el conservaren com un factor potent de la religió estatal.» Les fonts literàries, principalment àtiques, tendeixen a donar un inevitable biaix atenenc quan s'examina l'antiga religió grega, i «no podia esperar-se que cap atenenc adorés Hèlios o Selene», observa J. Burnet, «però es podria pensar que eren déus, ja que Hèlios era el gran déu de Rodes i Selene era adorada a Elis i en altres llocs». James A. Notopoulos considera que la distinció de Burnet és artificial: «Creure en l'existència dels déus implica el seu reconeixement en els cultes, com mostra Les Lleis 87 D, E». A La Pau, Aristòfanes contrasta l'adoració d'Hèlios i Selene amb la dels més essencialment grecs déus olímpics, com deïtats representatives dels perses aquemènides. Totes les proves demostren que Hèlios i Selene foren déus menors per als grecs.